# خوسيه نافارو مورينيس
خوسيه نافارو مورينيس (بالإسبانية: José Navarro Morenés، ولد في 6 ديسمبر 1897، مدريد، إسبانيا - توفي في مدريد، 13 ديسمبر 1974) فارس إسباني.
حصل على الميدالية الذهبية في دورة الألعاب الأولمبية الصيفية عام 1928 في سباق قفز الحواجز.

## إنجازاته

### الألعاب الأولمبية الصيفية
- 1928 أمستردام  هولندا:  ميدالية ذهبية في قفز الحواجز الفرقية.
- 1948 لندن  المملكة المتحدة:  ميدالية فضية في قفز الحواجز الفرقية.